# Eduard Huschke
Georg Philipp Eduard Huschke, född den 26 juni 1801 i Münden, död den 8 februari 1886 i Breslau, var en tysk jurist.
Huschke blev 1824 professor vid universitetet i Rostock och 1827 i Breslau. Han behandlade i sina arbeten särskilt den romerska rätten och bidrog genom sina ofta geniala, men inte alltid hållbara uppslag till ett grundligare utforskande och en revision av källtexterna. Han författade även smärre filologiska och teologiska skrifter.